# Alexandre Aksakof

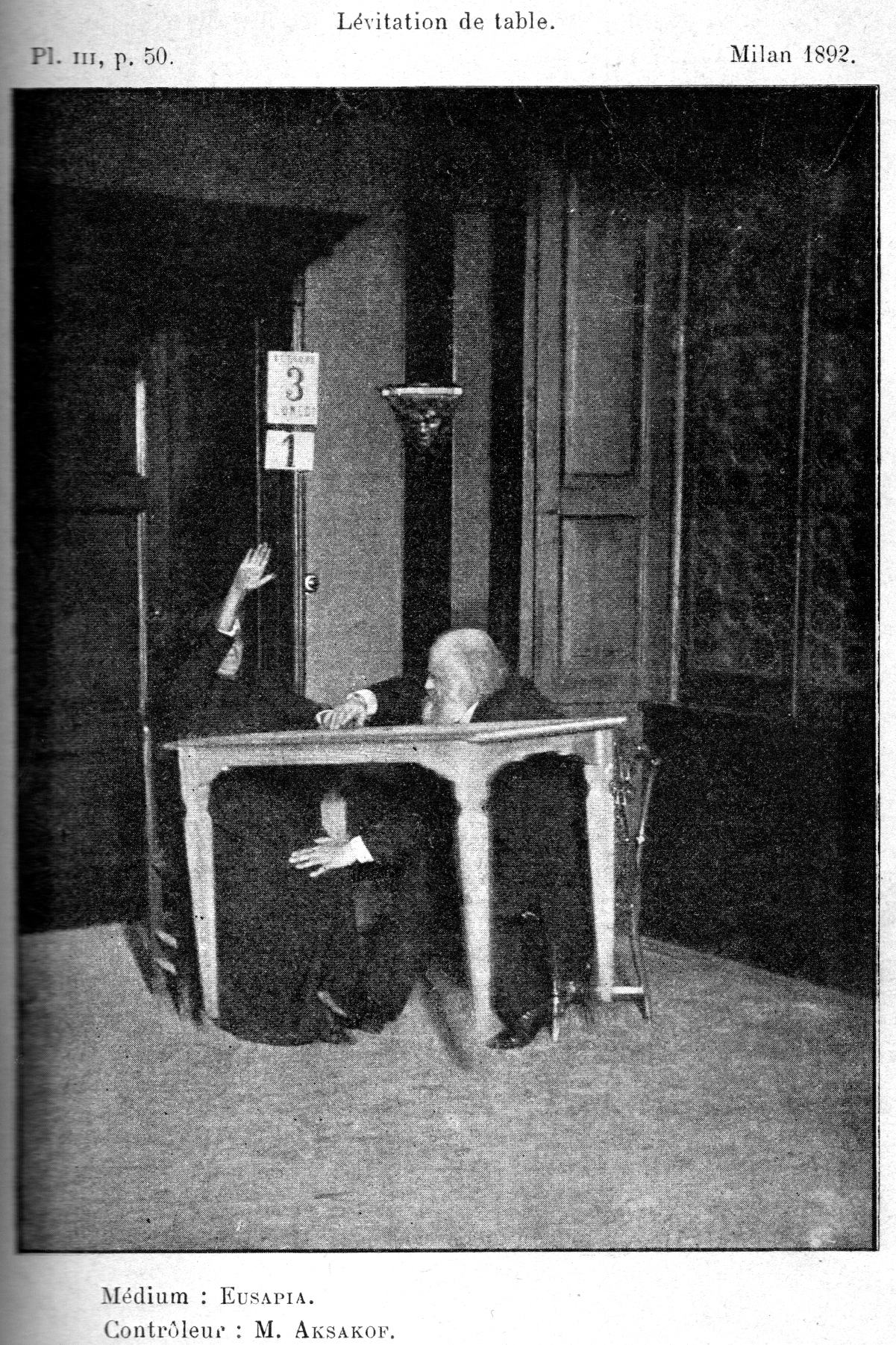
Aksakof observa a médium Eusápia Paladino (Milão, 1892).

Alexandre Aksakof (Ripievka, 27 de maio de 1832 — São Petersburgo, 4 de janeiro de 1903) foi um  russo diplomata (conselheiro de Alexandre III), filósofo, jornalista, tradutor, editor e grande pesquisador dos fenômenos espíritas durante o século XIX.

## Biografia
Foi professor da Academia de Leipzig e fundador, em 1874, da revista "Psychische Studien" (Estudos Psíquicos), na Alemanha. Em 1891, lançou em Moscou a revista de estudos psíquicos "Rebus", a primeira do seu gênero na Rússia.
Criou adeptos entre cientistas e filósofos de seu tempo, que, através de experiências feitas com médiuns famosos como Daniel Dunglas Home, levou a Rússia a formar a primeira comissão de caráter puramente científico para o estudo dos fenômenos espíritas. Para essa comissão, Aksakof mandou vir da França e da Inglaterra os médiuns que participariam das experiências. Como resultado, por haver fugido das condições pré-estabelecidas, tal comissão chegou a conclusões questionáveis e emitiu como relatório conclusivo o livro "Dados para estabelecer um juízo sobre o Espiritismo", que afirmava a falsidade dos fenômenos observados. Aksakof contestou a comissão com um outro livro intitulado: "Um momento de preocupação científica".

## Obra
- Animismo e Espiritismo, volumes I e II (Livro de 1890: FEB, RJ);
- Um Caso de Desmaterialização: (FEB, RJ);
- Étude sur les matérialisations des formes humaines. s.l., 1897. "in" 8° (artigo);
- Precursores do Espiritismo desde 250 anos, ou Predvesttniki Spiritizma Zapoledmie 250 Lyet (artigo);
- Um monumento de preocupação científica (artigo).